# Robbins Island (ö i Australien)
Robbins Island är en ö i Australien. Den ligger i delstaten Tasmanien, i den sydöstra delen av landet, omkring 320 kilometer nordväst om delstatshuvudstaden Hobart. Arean är 104 kvadratkilometer. Den sträcker sig 13,1 kilometer i nord-sydlig riktning, och 17,1 kilometer i öst-västlig riktning.
I omgivningarna runt Robbins Island växer i huvudsak städsegrön lövskog. Trakten runt Robbins Island är nära nog obefolkad, med mindre än två invånare per kvadratkilometer. Genomsnittlig årsnederbörd är 1 428 millimeter. Den regnigaste månaden är augusti, med i genomsnitt 220 mm nederbörd, och den torraste är februari, med 46 mm nederbörd.